# Епархия Кхунти
Епархия Кхунти (лат. Dioecesis Khuntiensis) — епархия Римско-Католической церкви c центром в городе Кхунти, Индия. Епархия Кхунти входит в митрополию Ранчи. Кафедральным собором епархии Кхунти является церковь святого Михаила Архангела.

## История
1 апреля 1995 года Римский папа Иоанн Павел II выпустил буллу "Magnopere licuit", которой учредил епархию Кхунти, выделив её из архиепархии Ранчи.

## Ординарии епархии
- епископ Stephen M. Tiru (1.04.1995 — 30.11.2012);
- епископ Binay Kandulna (30.11.2012 — по настоящее время).

## Источник
- Annuario Pontificio, Libreria Editrice Vaticana, Città del Vaticano, 2003, ISBN 88-209-7422-3
- Булла Magnopere licuit  (лат.)